# Kunduz

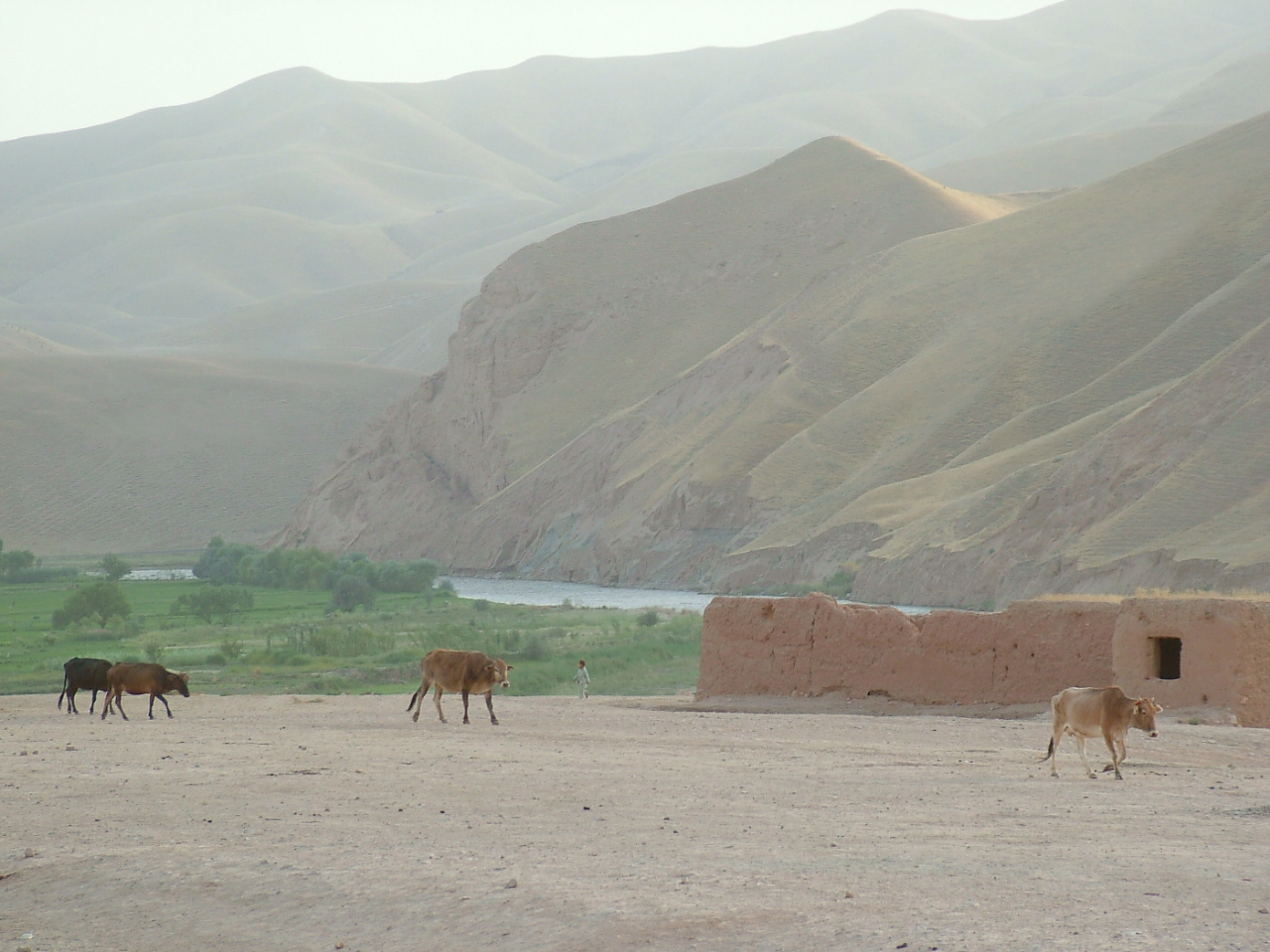
Landskap utanför Kunduz.

Kunduz (persiska قندوز; pashto کندز) är en stad och huvudort i provinsen Kunduz i nordöstra Afghanistan. Folkmängden beräknades till 143 800 invånare 2012. Staden ligger på en höjd av 397 meter över havet och förbinds genom större vägar med Mazar-e Sharif i väster, Kabul i söder och Tadzjikistans gräns i norr.

## Näringsliv
Kunduz är ett handelscentrum för nordöstra Afghanistan och ligger i ett fruktbart område där man med hjälp av konstbevattningssystem bland annat odlar bomull, meloner, ris och vete.

## Demografi
I staden bor flera etniciteter, som pashtuner, uzbeker, tadzjiker och hazarer. Det finns också ett historiskt arabiskt påbrå.

## Historia
Kunduz är belägen där den forna baktriska staden Drapsaka en gång låg. Alexander den store stannade år 329 f.Kr. till med sin armé på platsen före fälttåget mot Baktrien, efter att ha gått norrut genom Khawakpasset och in i Kunduzdalen. 
Under det tidiga 1900-talet, under ledningen av Sher Khan Nasher, kom Kunduz att bli en av de rikaste av Afghanistans provinser. Detta berodde huvudsakligen på Nashers grundande av bomullsföretaget Spinzar Cotton Company, som fortfarande kvarlever även i efterkrigstidens Afghanistan.
Kunduz var den sista större staden som hölls av talibanerna tills dessa föll undan för den med USA allierade Norra alliansen den 26 november 2001. Belägringen av Kunduz varade i två veckor.
Efter detta har många strider utkämpats om staden mellan afghanska regeringsstyrkor och talibanerna. I augusti 2021 tog talibanerna åter över staden.